# La nave dolce
La nave dolce è un documentario italiano del 2012 diretto da Daniele Vicari, sul fenomeno dell'emigrazione albanese verso l'Italia. L'aggettivo dolce del titolo è usato perché la nave Vlora (a cui ci si riferisce) trasportava tonnellate di zucchero di canna imbarcato a Cuba.

## Trama
Il film racconta l'approdo della nave Vlora (che porta il nome albanese della città di Valona) nel porto di Bari, avvenuto il mattino del giorno 8 agosto 1991, proveniente dal porto di Durazzo con un carico di ventimila albanesi che sono saliti a bordo con la forza. Dopo il crollo del regime di Enver Hoxha, l'imbarcazione viene assaltata da cittadini albanesi che sfuggono dal proprio paese, attratti dal miraggio di una vita migliore in Italia. Si tratta in maggioranza di persone normali, che si ritrovano insieme per caso, dopo aver saputo che il porto albanese era stato riaperto. Alcuni sono armati e costringono il capitano a fare rotta verso Brindisi, ma le autorità italiane dirottano la nave a Bari. Segue lo sbarco in questa città e la cattura, nel porto e nelle strade adiacenti e la prigionia nello Stadio della Vittoria, deciso dalle autorità di Roma, contro il parere del sindaco di Bari, Enrico Dalfino; le rivolte; il rimpatrio (con l'inganno: i migranti salirono sugli aerei convinti di essere portati a Roma) di quasi tutti gli esuli, tranne circa duemila che riescono a fuggire.

## Personaggi
Kledi Kadiu, allora sedicenne, che diventerà un ballerino famoso grazie alla partecipazione a un programma di Maria De Filippi; dichiara nel film: «Solo a pensarci ho ancora sete; finii per bere acqua salata e andai fuori di testa perché la sete aumentò».
Eva Karafili, neolaureata in economia, che si imbarca col marito e poi incontra a bordo anche suo fratello, ora fa la traduttrice in Puglia.
Halim Milaqi, comandante della "Vlora": naviga fino al 1994, poi inizia a lavorare in ufficio, ora è impiegato presso un'agenzia marittima di Durazzo.
Robert Budina, regista, imbarcatosi insieme agli amici della scuola di cinema. Ha diretto il film Agon.
Nicola Montano, ispettore della Polizia di Stato, seguì tutte le operazioni relative all'arrivo nel porto di Bari della "Vlora" e il respingimento degli albanesi. È autore del libro "Ladri di stelle, storie di clandestini e altro" pubblicato nel 2009 da Edizioni Medusa.

## Produzione

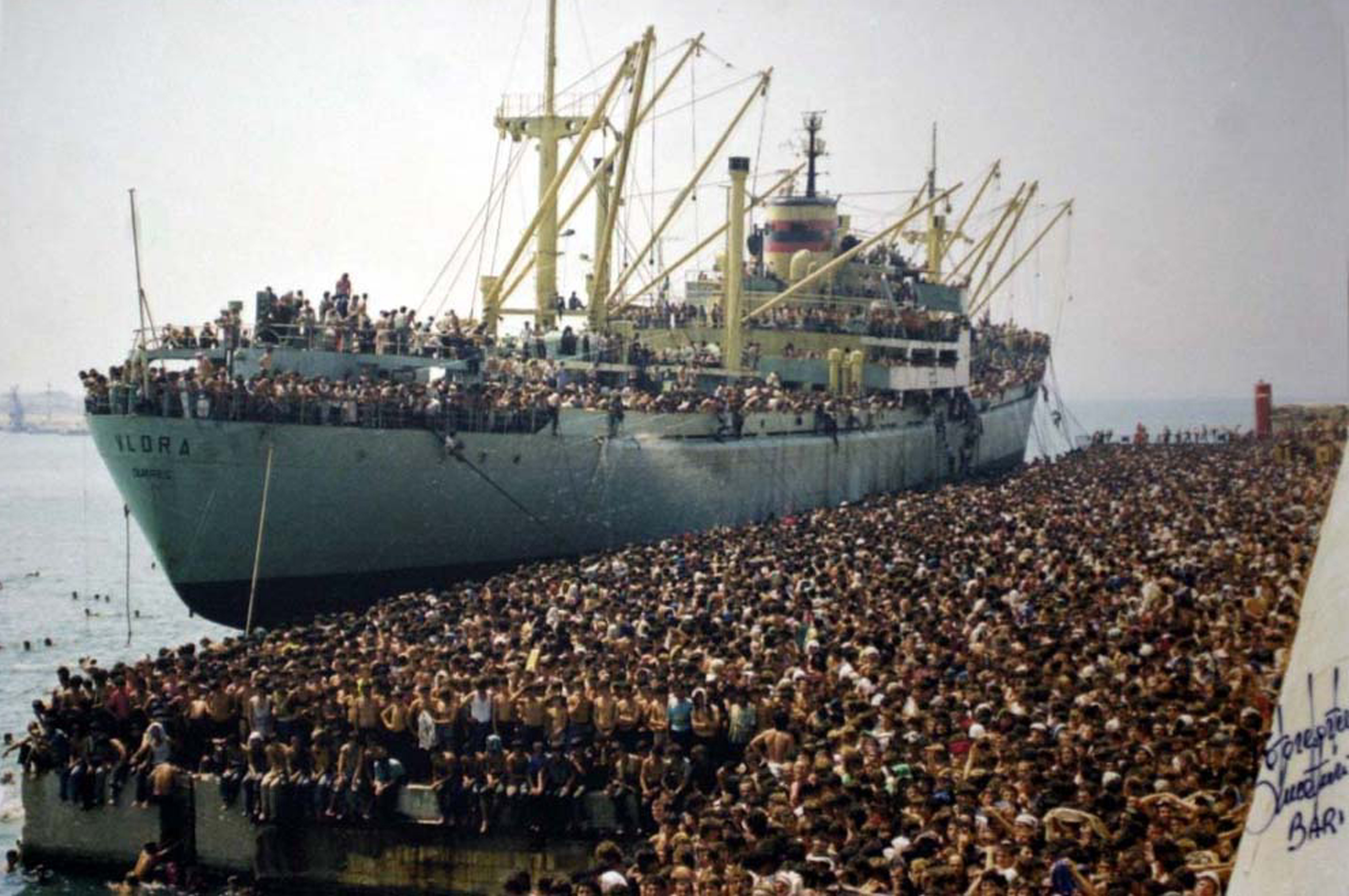
La Vlora attraccata al molo di levante del porto di Bari, piena di migranti albanesi.

La prima grossa produzione a diretta responsabilità Apulia film commission. Dichiara Antonella Gaeta: «Con Gigi De Luca e Ilir Butka, ci venne l'idea di realizzare un documentario che rievocasse l'epoca degli sbarchi di migranti in Puglia, con particolare riferimento alla Vlora, la cui forza immaginifica, ha rappresentato quel che l'undici settembre è stato per gli anni duemila». Oscar Iarussi incoraggiò quell'idea, con titolo provvisorio Vlora – L'Italia che cambia. La Commission ha avuto un ruolo determinate nell'ideazione del progetto e per la produzione. L'opera è coprodotta dalla Indigo Film e Rai Cinema, vede per la prima volta in Italia impegnata attivamente nella produzione una commission.
Film girato a Bari (Porto e Stadio della Vittoria) con alcune immagini di Durazzo. Coproduzione Italo-Albanese, in collaborazione con l'archivio centrale statale del film di Albania. L'emittente Telenorba ha reso disponibili le immagini dei suoi archivi. Il MiBAC ha concesso il sigillo di opera di interesse culturale nazionale al film.
Vicari dichiara: «Come Diaz, La nave dolce è un film che mi si è imposto, mi ha costretto a superare lo schema narrativo in tre atti, prendendo a prestito strutture più ampie dalla tragedia e dalla narrativa classica. I due film sono una sfida radicale ai miei limiti di narratore, devo ammetterlo. Infatti sono due mostri che mi hanno fatto soffrire e gioire come non mi era mai accaduto prima... In Italia nel '91 c'erano poco più di 30 mila stranieri, oggi ce ne sono quasi 5 milioni».
Telenorba 7 ha trasmesso il film in prima visione televisiva assoluta il 29 marzo 2013 alle 21.10.

## Distribuzione
La distribuzione è curata nelle sale da Microcinema. La prima in sala avviene in data 8 novembre 2012. L'anteprima per il pubblico a Bari il giorno precedente.

## Critica
- «Una pellicola che trae la sua credibilità sia dalle strazianti immagini di repertorio, sia dalle testimonianze attuali di chi quei giorni li visse. Albanesi il cui sogno si infranse sulla banchina; e italiani di buona volontà che furono parte attiva del dramma o semplici spettatori. Per il nostro Paese, rappresentò la perdita definitiva dell'innocenza, rispetto a un'emergenza immigrazione da allora mai conclusa.»[1]
- «Quell'8 agosto 1991 nessuno ha idea di cosa stia succedendo e meno che mai che quel giorno avrebbe certificato un passaggio storico per l'Italia, terra di emigranti. Eravamo diventati un paese d'arrivo, non più di partenza.»[4]

## Premi e riconoscimenti
Il film è stato presentato il 2 settembre come evento speciale fuori concorso alla Mostra del cinema di Venezia 2012, ove si è aggiudicato il "Premio Pasinetti".

## Collegamenti
- Note di Regia de La nave dolce tratte da Cinemaitaliano.info – 26 luglio 2012
- Trailer: TrovaCinema Repubblica.